# Trioza magnisetosa
Trioza magnisetosa är en insektsart som beskrevs av Loginova 1964. Trioza magnisetosa ingår i släktet Trioza och familjen spetsbladloppor.
Artens utbredningsområde är Iran. Inga underarter finns listade i Catalogue of Life.